# Халед, Неззар
Халед Неззар (араб. خالد نزّار‎; 25 декабря 1937 — 29 декабря 2023) ― алжирский военный и государственный деятель. Генерал-майор Вооружённых сил Алжира и член Высшего государственного совета Алжира.

## Биография
Родился в берберском дуаре Тхлет возле города Сериана, в вилайете Батна. Его отец, Рахаль Неззар, был унтер-офицером французской армии, и после Второй мировой войны занялся фермерским хозяйством. Мать умерла в 1941 году.
После учёбы в местной школе для туземцев (école indigène), был переведен в школу для детей солдат и офицеров в городе Колеа, в 30 км от столицы Алжира. Затем вступил в ряды французской армии, учился в Страсбургском военном училище в Алжире, где после чего был произведён в унтер-офицеры. 27 апреля 1958 г. он дезертировал из французской армии и присоединился к ФНО.
После обретения страной независимости в 1962 году остался в алжирской армии. Тогда же начался его рост по карьерной лестнице. Поехал в Москву в 1964 году, чтобы получить военную подготовку в Военной академии имени М. В. Фрунзе. После возвращения в 1965 году был назначен директором департамента военной техники в министерстве обороны. Вскоре после переворота, возглавленного Хуари Бумедьеном Неззар был назначен командиром 2-й мотострелковой бригады, базировавшейся в окрестностях Айн-Сефра. В 1968 году был послан в Египет, чтобы помогать охранять египетско-израильскую «линию контроля», которая в то время (как раз после Шестидневной войны) подвергалась регулярным артиллерийским обстрелам и воздушным бомбардировкам. После возвращения из Египта Неззар был назначен ответственным за подготовку первых парашютистов Алжира, которых тренировали советские инструкторы в Бискре.
В 1975 году прошёл очередное обучение в Высшей военной школе в Париже; на цтот момент он был уже подполковником. Вернулся домой на второй год, не окончив курс, поскольку был отозван для командования войсками в Тиндуфе во время марокканско-алжирского конфликта из-за Западной Сахары. Провёл следующие семь лет в области Бешар-Тиндуф.
После того, как к власти пришёл Шадли Бенджедид, Неззар был отослан из Тиндуфа на восток, что вызвало его возмущение. Тем не менее он продолжил быстро продвигаться по службе, а в 1988 году был назначен главнокомандующим сухопутными войсками в Айн Наадже. Сыграл значительную роль в подавлении выступлений во время Чёрного октября.
В июле 1990 года стал министром обороны. В своих мемуарах он позднее рассказывал о своей неприязни к премьер-министру Мулуду Хамрушу и президенту Шадли Бенджедиду, которых он обвинял  в «попустительстве» Исламскому фронту спасения ради укрепления своей власти.
После победы Исламского фронта спасения на выборах в 1991 году Неззар вместе с Ларби Белькхейром оказался среди генералов-заговорщиков, которые решили свергнуть тогдашнего президента Шадли Бенджедида и аннулировать результаты выборов, положив тем самым начало гражданской войны. Он стал членом нового временного руководящего органа: Высшего государственного совета, который был учреждён в январе 1991 года. Пережил покушение в феврале 1993 года в Эль-Биаре и отказался от своей должности пять месяцев спустя. В 1999 году он (что для алжирца было необычно) опубликовал свои мемуары, написанные по-французски и переведённые на арабский язык.

## Личная жизнь
В октябре 2001 года сын Халеда Неззара Лотфи напал на репортёра Ле Матен Сида Ахмеда Семиане, за то, что тот критиковал его отца, а до этого инцидента угрожал ему несколько раз расправой. Неззар извинился за действия своего сына действия три дня[прояснить] и Сид Ахмед был в конечном счете признан виновным в суде и заплатил штраф в размере 12 евро.
В 2002 году Неззар подал иск в отношении офицера и оппозиционера Хабиба Суадии в Париже за клевету. Суадия обвинил его в том, что тот был «ответственен за убийство тысяч людей», вместе с другими генералами начал войну и совершал массовые убийства людей, ответственность за которые возлагал на «вооруженную исламскую группу». Когда начался суд, девять алжирцев в Париже подали свидетельствовали против Неззара и заявляли о пытках и бесчеловечном обращении. Он уехал из Парижа прежде, чем они могли бы быть расследованы, сказав, что не хочет вызвать дипломатический скандал. Суд постановил признать Суадию невиновным.